# رئوف حسین‌لی
رئوف حسین‌لی (ترکی آذربایجانی: Rauf Hüseynli؛ زادهٔ ۲۵ ژانویهٔ ۲۰۰۰) بازیکن فوتبال است.
وی همچنین در تیم‌های ملی فوتبال زیر ۱۹ سال جمهوری آذربایجان و زیر ۲۱ سال جمهوری آذربایجان بازی کرده‌است.